# Бинето
Бинето (итал. Binetto) је насеље у Италији у округу Бари, региону Апулија.
Према процени из 2011. у насељу је живело 2080 становника. Насеље се налази на надморској висини од 174 м.

## Становништво
| 1931. | 1936. | 1951. | 1961. | 1971. | 1981. | 1991. | 2001. | 2011. |
| ----- | ----- | ----- | ----- | ----- | ----- | ----- | ----- | ----- |
| 1.309 | 1.132 | 1.264 | 1.099 | 925   | 1.140 | 1.629 | 1.934 | 2.162 |